# Embassy-Hill
 (signalé en juillet 2025).
Si vous disposez d'ouvrages ou d'articles de référence ou si vous connaissez des sites web de qualité traitant du thème abordé ici, merci de compléter l'article en donnant les références utiles à sa vérifiabilité et en les liant à la section « Notes et références ».
- Archive Wikiwix
- Bing
- Cairn
- DuckDuckGo
- E. Universalis
- Gallica
- Google
- G. Books
- G. News
- G. Scholar
- Persée
- Qwant
- (zh) Baidu
- (ru) Yandex
- (wd) trouver des œuvres sur Wikidata

Embassy-Hill (ou plus exactement Embassy Racing With Graham Hill) est une ancienne écurie de Formule 1, qui a participé au championnat du monde entre 1973 et 1975. L'équipe a disputé 38 GP et inscrit un total de 4 points. Le meilleur résultat en course de l'écurie est une 5e place obtenue par Alan Jones au GP d'Allemagne au Nürburgring 1975.

## Historique

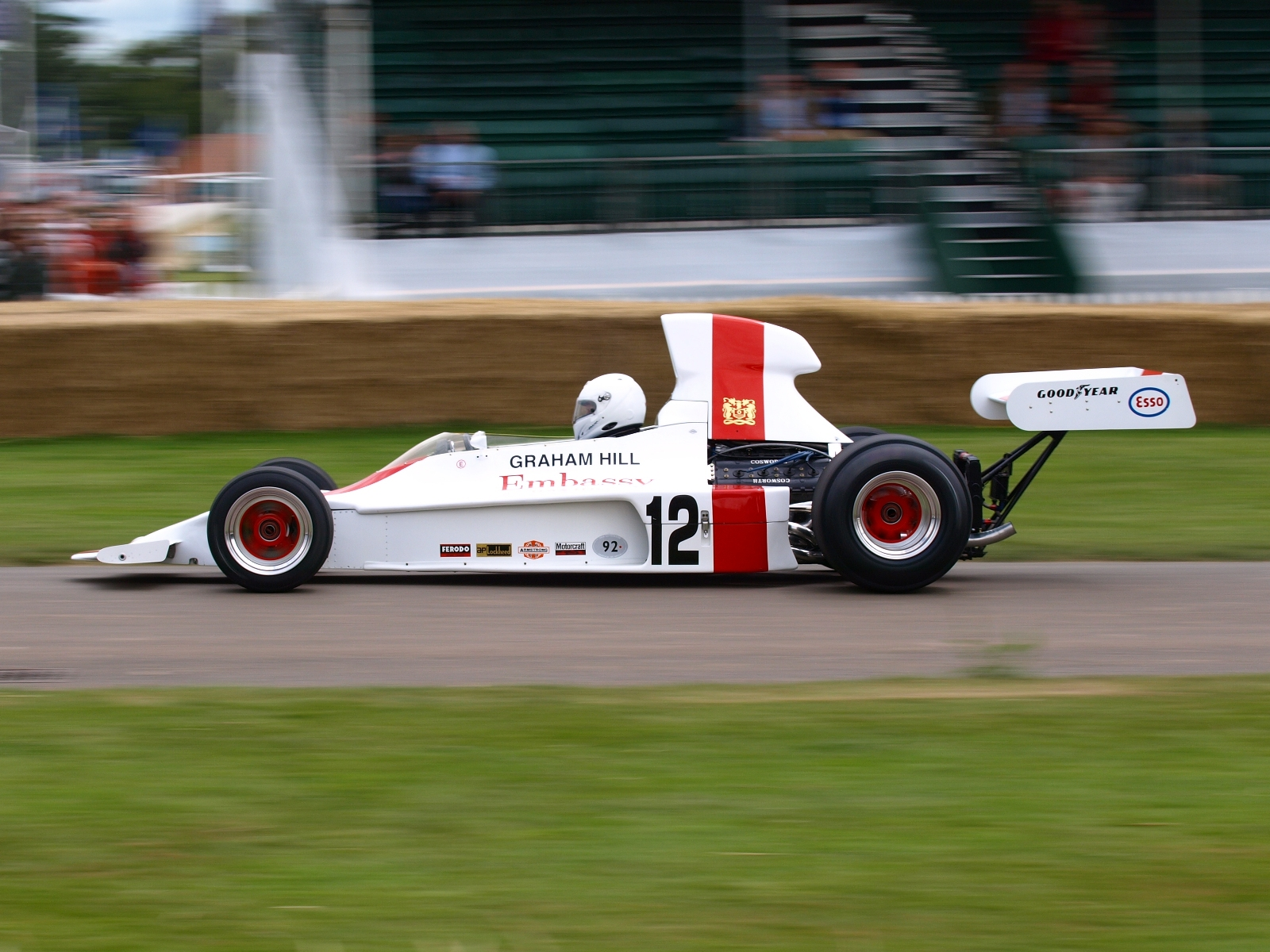
La Shadow DN1 de la saison 1973 à Goodwood en 2008

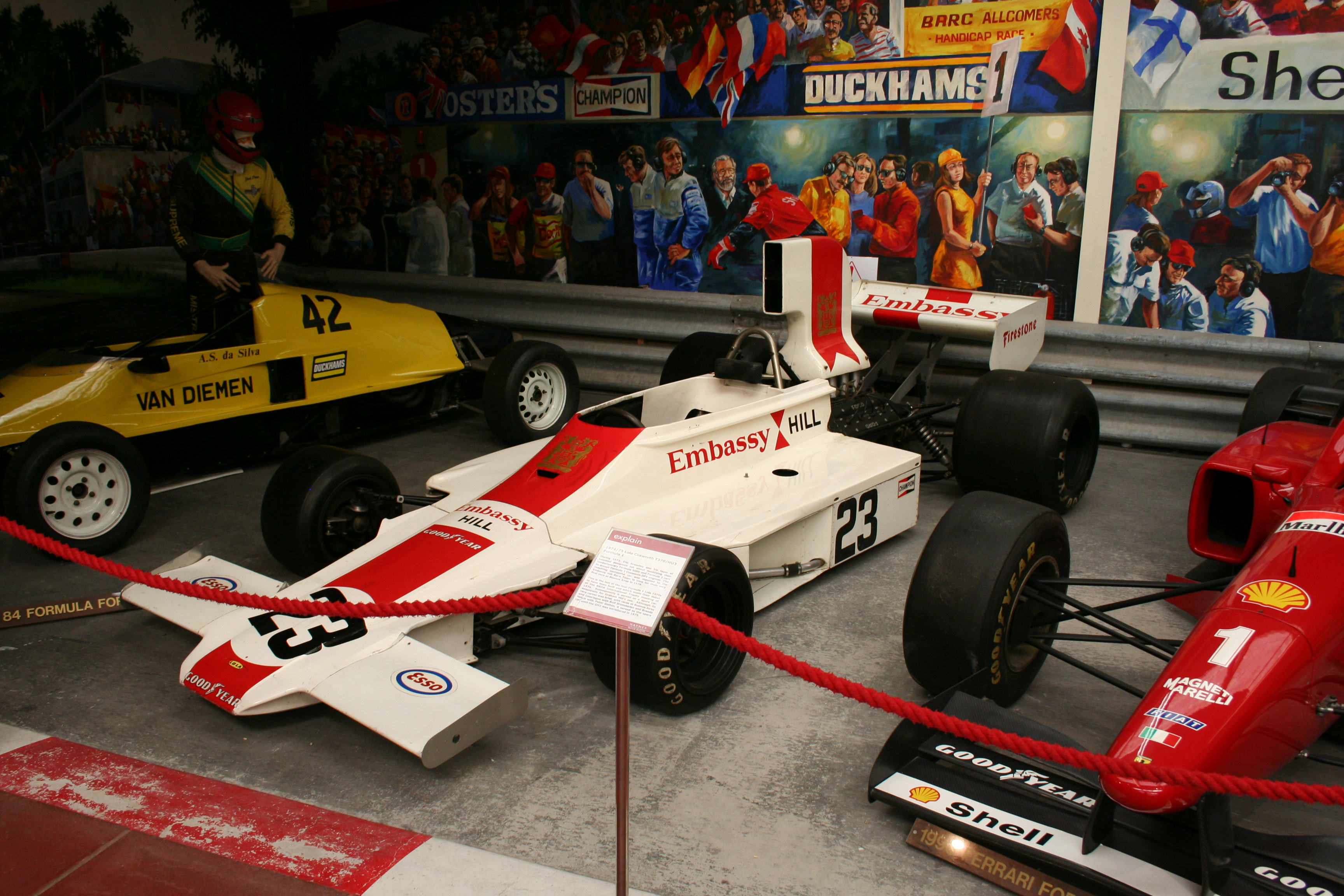
La Lola T370 de la saison 1974 exposée au Haynes International Motor Museum

Fondée par le double champion du monde de Formule 1 Graham Hill avec le soutien de la marque de cigarettes Embassy, l'écurie Embassy-Hill débute en championnat du monde en 1973, en engageant des Shadow DN1 privées. L’écurie de Don Nichols, qui a obtenu des résultats notables en Can-Am, est débutante en Formule 1 et la DN1 n’est pas particulièrement performante. Si Shadow parvient à inscrire quelques points (et même décrocher la troisième place au GP d’Espagne puis au Canada), jamais Hill ne parviendra à réaliser une telle performance (à Zandvoort, lors du GP des Pays-Bas il termine même à 16 tours du vainqueur Jackie Stewart). La meilleure performance de l’année est une modeste 9e place au GP de Belgique. À la fin de la saison, Hill choisit mettre un terme à son contrat avec Shadow qui n'a pas assez d'envergure pour gérer une écurie officielle et une écurie client. Hill souhaite disposer d'un châssis exclusif et travailler avec une structure qui pourra en assurer le développement.
En 1974, Graham Hill mandate l'officine de conception de châssis Lola pour concevoir la nouvelle monoplace de l'écurie Embassy-Hill, mais Lola n'a plus travaillé pour la Formule 1 depuis 1968, et la T370 n'est pas à la hauteur de la concurrence. Les monoplaces sont souvent en fond de grille en qualifications (la meilleure qualif est une 13e place par Rolf Stommelen au GP d'Autriche) et en course, elles terminent dans le ventre mou du classement, entre la 7e et la 15e place. Graham Hill réussit tout de même à inscrire un point grâce à une 6e place sur le circuit d'Anderstorp en Suède, devant son coéquipier.
En 1975 l'écurie devient constructeur à part entière en concevant son propre châssis, toutefois la saison débute à l'aide de la Lola T371, engagée lors de la manche inaugural. La nouvelle GH1, dessinée par Andy Smallman, un ingénieur en provenance de chez Lola, reste directement inspirée de la voiture de la saison précédente. Elle est engagée à partir du GP d'Espagne et confiée à Stommelen et François Migault, tandis que Graham Hill décide de raccrocher le casque pour se consacrer uniquement à la direction de son écurie (sauf pour une pige pour « son » GP à Monaco où il raccroche tristement et définitivement les gants en essuyant une sévère non-qualification). 
Les pilotes du début de saison sont rapidement remplacés. Migault, en manque de résultat et d'argent, cède son baquet à Vern Schuppan, lui-même remplacé par Alan Jones. Stommelen lui, est victime d’un grave accident au GP d’Espagne lorsque, à la suite d'une rupture d'aileron, il perd le contrôle de sa monoplace : l'accident cause la mort de 5 spectateurs tandis que le pilote allemand est assez sérieusement blessé et doit être remplacé par Tony Brise. Les performances décollent enfin sous l'impulsion des prometteurs débutants Tony Brise et Alan Jones. Brise termine 6e au GP de Suède, 7e aux GP de France et des Pays-Bas et réussit par ailleurs plusieurs coups d'éclat en qualifications. Quant à Jones, il offre à l'écurie le meilleur résultat de sa jeune existence avec sa cinquième place au GP d'Allemagne. Avec 3 points inscrits, l'écurie réussit sa meilleure saison en se classant à la 11e place du championnat des constructeurs.
Malheureusement la saison 1975 sera la dernière de l’écurie. Fin novembre 1975, l’avion privé de Hill, qu’il pilote lui-même, est victime d’un crash aux abords d'Elstree alors qu’il ramène une partie des membres de son équipe de retour du circuit du Castellet après des essais privés au Paul Ricard. Graham Hill, Tony Brise et ses mécaniciens décèdent. L'équipe Hill est décapitée et disparaît définitivement.

## Résultats en championnat du monde de Formule 1
| Saison | Écurie                                         | Châssis            | Moteur               | Pneus    | Pilotes                                                                         | Grands Prix disputés | Points inscrits | Classement |
| ------ | ---------------------------------------------- | ------------------ | -------------------- | -------- | ------------------------------------------------------------------------------- | -------------------- | --------------- | ---------- |
| 1973   | Embassy Racing                                 | Shadow DN1         | Ford-Cosworth DFV V8 | Goodyear | Graham Hill                                                                     | 12                   | 0               | Non classé |
| 1974   | Embassy Racing                                 | Lola T370          | Ford-Cosworth DFV V8 | Goodyear | Graham Hill Guy Edwards Peter Gethin François Migault Rolf Stommelen            | 15                   | 1               | 12e        |
| 1975   | Embassy Racing Embassy Racing With Graham Hill | Lola T371 Hill GH1 | Ford-Cosworth DFV V8 | Goodyear | Tony Brise Alan Jones Vern Schuppan François Migault Rolf Stommelen Graham Hill | 13                   | 3               | 11e        |